# Bill Harris (Gitarrist)
William „Guitar“ „Bill“ Harris (* 14. April 1925 in Nashville (North Carolina); † 6. Dezember 1988 in Washington, D.C.) war ein US-amerikanischer Jazz-, Blues- und Rhythm-&-Blues-Musiker (Gitarre).

## Leben und Wirken
Harris leistete während des Zweiten Weltkriegs den Militärdienst in der US-Armee ab; nach seiner Entlassung studierte er Gitarre in Washington, D.C., arbeitete danach kurz an der Columbia School of Music, bevor er von 1951 bis 1958 Gitarrist der Vokalband The Clovers war. In den folgenden Jahren legte er bei Labels wie EmArcy, Wing und VSOP eine Reihe von Solo-LPs vor, wie das live im New Yorker Jazzclub The Village Gate mitgeschnittene Album The Fabulous Bill Harris und das 1972 entstandene Album The Definitive Black & Blue Sessions: Down in the Alley. Harris’ Great Guitar Sounds, das 1960 erschien, gilt als erstes Gitarren-Soloalbum im Jazz. Im Bereich des Jazz war er zwischen 1956 und 1986 an 15 Aufnahmesessions beteiligt. Harris, der lange Jahre in Washington DC lebte, betrieb dort in den 1970er-Jahren den Nachtclub The Pig Foot und eine Kunstgalerie.

## Diskographische Hinweise
- The Blues-Soul Of Bill Harris (1956)
- The Harris Touch (EmArcy, 1957), mit Hank Jones
- Great Guitar Sounds (Mercury/Wing, 1959)
- Caught in the Act (Wing Records, 1962)
- Bill Harris in Paris Live! Alone! (Jazz Guitar, 1974)